# Cladonia robbinsii
Cladonia robbinsii är en lavart som beskrevs av A. Evans. Cladonia robbinsii ingår i släktet Cladonia och familjen Cladoniaceae.   Inga underarter finns listade i Catalogue of Life.

## Källor

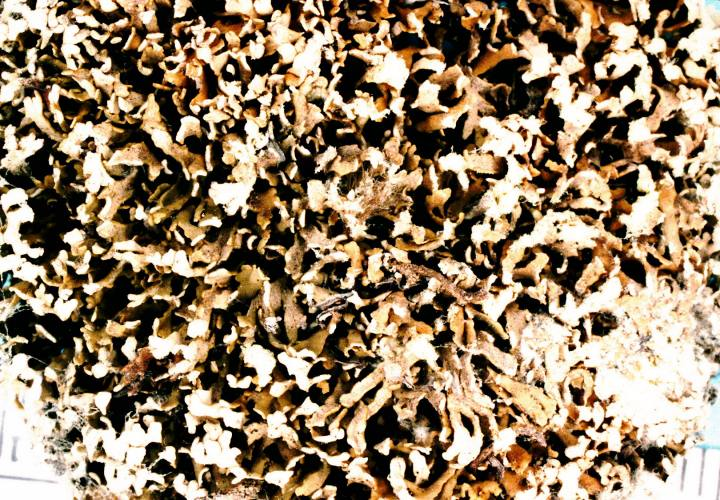
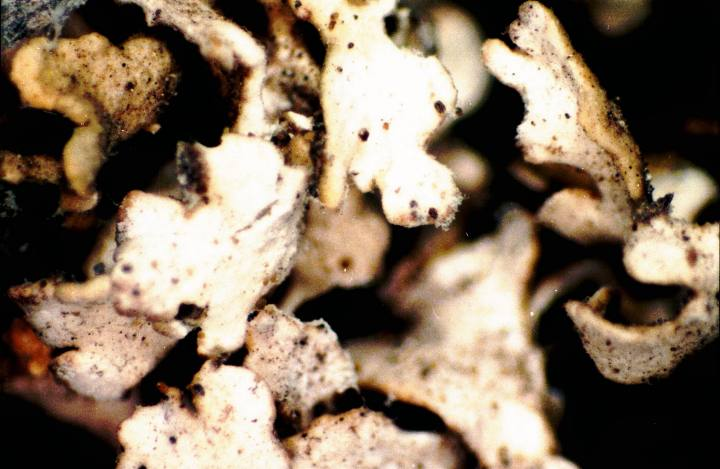
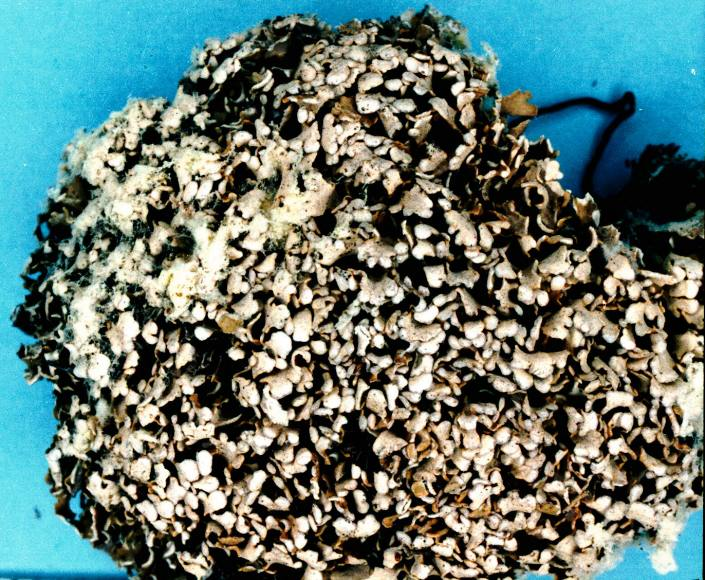